# تدرج اقتصادي
يشير التدرج الاقتصادي إلى حالة الفصل أو التدرج بين الطبقات الاجتماعية في المجتمع بناء على الخطوط الاقتصادية. تظهر العديد من التدرجات أو المستويات الاقتصادية في المجتمع. بينما في أي نظام سيكون للأفراد درجات متباينة من الثراء، يشير التدرج الاقتصادي إلى حالة وجود فجوات ذات معنى بين الثروة التي يتحكم فيها مجموعات متعددة، وبين أمثلة عدة في المناطق الانتقالية.
يجب عدم الخلط بين التدرج الاقتصادي وبين اللامساواة الاقتصادية، إذ يتعامل التدرج الاقتصادي مع مدى الثروة، بدلا من وجود التدرجات المحددة. قد تتقاطع اللامساواة الاقتصادية مع التدرج الاقتصادي بالتأكيد.

## السببية

### الحالات السببية
تشمل الحالات السببية للتدرج الاقتصادي كلا من:
- التوزيع غير المتساوي للثروات (الدخل والأصول)
- القدرات الفردية غير المتناظرة (التعليم والعوامل الوراثية)
- الأولويات الثقافية
- نشاطات ومؤسسات الدولة

قد يكون تأثير التدرج الاقتصادي كبيرا في المجتمع. فقد يشمل كلا من:
- التدوير الاقتصادي غير الكافي
- زيادة الفساد في العمليات القضائية والتشريعية
- التعامل غير السليم مع التغيرات السياسية والاجتماعية

في الحالات القصوى، قد يتفكك النسيج الاجتماعي ويؤدي إلى صراع الطبقات الاجتماعية كما حدث أثناء الثورة الفرنسية أو الثورة الروسية أو غيرهما.

### العوامل المسببة
قد تعمل العديد من هذه التأثيرات أيضا كعوامل مسببة. يحث هذا بالتدريج على تدرج أكبر إلا إذا تمت الإجراءات لخفض الحالة الجامحة. الفساد في آلية استرجاع المعلومات هي أخطر تهديد لأي نظام مستقر، لأنه قد يسبب تذبذبات اقتصادية بقيمة مرتفعة لتؤدي إلى تضخم جامح أو كساد ضخم. أحد الأمثلة التاريخية للتدرج الجامح هو الكساد الكبير في آخر العشرينات وأول الثلاثينات. استولى المحتكرون على سلطة متزايدة وتأثير أكبر، وبدأت الطبقة العاملة في خسارة القوة الشرائية حتى تقاطعت عوامل أخرى (مثل الفشل البنكي) لتؤدي إلى انهيار الاقتصاد. قد تحدث مثل هذه الانهيارات لأن دوران المعروض النقدي الأول في هذه الأنظمة يصبح معتمدا بشكل كبير على استمرار ارتفاه الكميات الظاهرية للمعروض النقدي الثاني. يتم تحويل نسبة معينة من المعروض النقدي الثاني إلى المعروض النقدي الأول باستمرار حتى الوصول إلى نقطة ما عندها لا يمكن الحفاظ على نسبة التحويل مع الكمية المتاحة من المعروض النقدي الأول.